# Paracoeria atridisca
Paracoeria atridisca är en fjärilsart som beskrevs av George Francis Hampson 1926. Paracoeria atridisca ingår i släktet Paracoeria och familjen nattflyn. Inga underarter finns listade i Catalogue of Life.